# Kosmos 2294
Kosmos 2294, ruski navigacijski satelit iz programa Kosmos. Vrste je GLONASS (Glonass br. 762. Uragan br. 62L).
Lansiran je 20. studenoga 1994. godine u 00:39 s kozmodroma Bajkonura (Tjuratama) u Kazahstanu. Lansiran je u srednje visoku orbitu oko planeta Zemlje raketom nosačem Proton-K/DM-2 8K72K. Orbita mu je 19.050 km u perigeju i 19.208 km u apogeju. Orbitna inklinacija mu je 64,89°. Spacetrackov kataloški broj je 23396. COSPARova oznaka je 1994-076-A. Zemlju obilazi u 675,69 minuta. Pri lansiranju bio je mase 1400 kg. 

## Vanjske poveznice
- N2YO.com Search Satellite Database
- Celes Trak SATCAT Format Documentation (engl.)
- Kunstman  Arhivirana inačica izvorne stranice od 12. kolovoza 2019. (Wayback Machine) Satellites in Orbit (engl.)